# Моє нове життя (телесеріал)
«Моє́ нове́ життя́» (рос. Моя новая жизнь) — український російськомовний мелодраматичний мінісеріал, випущений у 2011 році Film.UA спільно з OKSANA BAYRAK studio. Прем'єра серіалу відбулась на українському телеканалі Інтер 13 січня 2012 року.

## Синопсис
Домогосподарка Слава Рикова (Лариса Шахворостова) й подумати не могла, що у 40 років, коли найрідніші та найближчі їй люди зрадять, покинуть та обвинуватять, з'явиться чоловік (Дмитро Міллер), який подарує їй кохання, допоможе у найскладніший життєвий період та наповнить сенсом життя.

## У ролях
- Лариса Шахворостова — Мирослава (Слава) Рикова
- Андрій Біланов — Микола Риков
- Дмитро Міллер — Роман Вольдемарович, викладач Асі
- Регіна Мяннік — Рита, подруга Слави
- Любава Грєшнова — Ася Рикова, дочка Слави та Миколи
- Марія Валешна — Ілона, фотомодель
- Валерія Ходос — Катя, подруга Асі
- Ігор Швидченко — Костя
- Євгеній Капорін — Артур
- Римма Зюбіна — мати Кості
- Оксана Байрак — гінеколог
- Олена Турбал — Марта
- Георгій Москалюк — лікар
- Володимир Горянський

## Цікаві факти
- Стрічку знімали в Україні та Юрмалі (Латвія), на узбережжі Балтійського моря.[1]